# Val-Sonnette
Val-Sonnette è un comune francese di 945 abitanti situato nel dipartimento del Giura nella regione della Borgogna-Franca Contea. È stato istituito il 1 gennaio 2017 dalla fusione dei precedenti comuni di Bonnaud, Grusse, Vercia e Vincelles. Il 1 gennaio 2025 ha incorporato anche il comune di Sainte-Agnès.